# Utulaelae
Utulaelae ist ein Ort an der Südküste von Upolu in Samoa, im Distrikt Atua. 2016 hatte er 166 Einwohner.

## Geographie
Utulaelae liegt zusammen mit Sapoʻe an der Südküste, westlich von Matatufu und östlich der Mündung des Fagatoloa River bei Salani.

## Klima
Das Klima ist tropisch heiß, wird jedoch von ständig wehenden Winden gemäßigt. Ebenso wie die anderen Orte in Samoa wird Utulaelae gelegentlich von Zyklonen heimgesucht.